# 彰147線
彰147線 舊館－同安宅，是位於彰化縣的一條鄉道，北起埔心鄉南館村舊館聚落南側鄉道彰53-1線岔路，南至永靖鄉同安村、敦厚村交界處的鄉道彰142-1線岔路，全長2.731公里。

## 路線說明
- 埔心鄉：舊館（起點，鄉道 彰53-1線岔路）→ 新館路 → 新館→ 新館路 →鄉界
- 永靖鄉：鄉界→ 東畔路 → 同安宅（終點，鄉道 彰142-1線岔路）

## 沿線設施
- 朝南宮
- 埔心鄉新館律動公園（原埔心鄉第五公墓）
- 同霖宮

## 交會公路
- 彰53-1線
- 彰142-1線

## 舊線

### 1976年
在1976年的臺灣省公路資料統計表上，彰147線名稱為「東埔心－太平」，起點為東埔心（縣道148號22.260K），終點太平（鄉道彰82線1.813K），全長1.591公里。
該路線在1983年二次公路總清查時，編號已變成彰85-1線，名稱也微調為「埔心－太平」，全長則修正為1.560公里。
其後彰85-1線起點因縣道148號改道而南移，全長也因而減少為1.548公里。

### 1983年
1983年第二次公路總清查時，彰147線名稱及路線與今相同。